# Antitrogus gubbi
Antitrogus gubbi är en skalbaggsart som beskrevs av Peter Geoffrey Allsopp 2003. Antitrogus gubbi ingår i släktet Antitrogus och familjen Melolonthidae. Inga underarter finns listade i Catalogue of Life.